# هانس فون آفن
هانس فون آفن (به آلمانی: Hans von Ahlfen) یک سرلشکر آلمانی ارتش آلمان (ورماخت) در جنگ جهانی دوم بود. وی فرمانده استحکامات نظامی وروتسواف در اوایل محاصره در سال ۱۹۴۵ بود. او توسط نیروهای ارتش سرخ دستگیر شد و در اواخر عمرش چندین کتاب و مقاله از خود برجای گذاشت.